# Соломахин (хутор)
Соломахин — хутор в Алексеевском районе Белгородской области России. В рамках организации местного самоуправления входит (с 2018) в муниципальное образование Алексеевский городской округ.

## География
Хутор расположен в восточной части области, у административной границы с Красногвардейским районом, к юго-западу от Алексеевки, в 13 км от центра города.
Уличная сеть слаборазвита, представлена одним географическим объектом: ул. Полевая.

## История
Входило в состав Хлевищенского сельского поселения, упразднённое 19 апреля 2018 года с преобразованием Алексеевского муниципального района в Алексеевский городской округ.

## Население
| 2002 | 2010 |
| ---- | ---- |
| 33   | ↘9   |

## Инфраструктура
Личное подсобное хозяйство.
Основа экономики — сельское хозяйство.

## Транспорт
Хутор доступен автотранспортом.